# Heteroscyphus sarawaketanus
Heteroscyphus sarawaketanus là một loài Rêu trong họ Geocalycaceae. Loài này được Piippo mô tả khoa học đầu tiên năm 1985.